# Župnija Šmartno pri Litiji
Župnija Šmartno pri Litiji je rimskokatoliška teritorialna župnija dekanije Litija nadškofije Ljubljana.

## Sakralni objekti
- Cerkev sv. Martina, Šmartno pri Litiji (župnijska cerkev)
- Cerkev sv. Ane, Zgornja Jablanica
- Cerkev sv. Marije Magdalene, Gradišče
- Cerkev sv. Mohor in Fortunata, Liberga
- Cerkev sv. Petra, Vintarjevec
- Cerkev Povišanje sv. Križa, Brezje